# República Valenciana-Estat Valencià
República Valenciana-Estat Valencià (RVEV) és un partit polític valencià sobiranista, europeista i republicà fundat el 26 de novembre del 2007 per Josep Alamar, Josep Algarra, Víctor Baeta i Vicent Gisbert que van considerar que el Bloc Nacionalista Valencià renunciava a una acció política sobiranista i republicana i calia una oferta política valenciana en aquest sentit.
Originalment anomenat República Valenciana-Partit Valencianiste Europeu, el febrer del 2025 canvia la denominació per a adoptar l'actual, i el maig d'aquell any en un comunicat referit a Aliança Catalana afirmaven que comptarien "amb el seu suport" si no foren pancatalanistes.
La Coordinadora del partit és Dolors Alexandre Ivorra i el representant legal de la formació és Víctor Baeta i Subias.

## Història
En les eleccions generals del 9 de març del 2008 RV/PVE va formar part de la coalició Per la República Valenciana (plRV) ensems amb Esquerra Nacionalista Valenciana (ENV) i Estat Valencià i va obtenir 645 vots (0.08%).
En les eleccions autonòmiques del 22 maig del 2011, el RV/PVE es van presentar amb ENV en coalició, i va obtenir 677 vots (0.03%).
En les eleccions autonòmiques del 24 de maig del 2015 RV/PVE es va presentar dins de la Coalició Junts, amb ENV i Los Verdes Ecopacifistas i va obtenir 1.476 vots (0.06%).
El 4 de febrer del 2017 ha estat un dels partits que va promoure la Coordinadora de Partits Republicans amb Unión Republicana, Esquerra Nacionalista Valenciana, Bloque Aragonés, Tierra Aragonesa i Izquierda Republicana.
A les eleccions generals espanyoles del 2023 van participar en la coalició Estat Valencià del Benestar, obtenint 1.400 vots (0.05%).